# (34303) 2000 QN173
2000 QN173 (asteroide 34303) é um asteroide da cintura principal. Possui uma excentricidade de 0.18446220 e uma inclinação de 4.22201º.
Este asteroide foi descoberto no dia 31 de agosto de 2000 por LINEAR em Socorro.